# Antheraea mezops
Antheraea mezops är en fjärilsart som beskrevs av Felix Bryk 1944. Antheraea mezops ingår i släktet Antheraea och familjen påfågelsspinnare. Inga underarter finns listade i Catalogue of Life.